# Pływanie na Letnich Igrzyskach Olimpijskich 2004 – 200 m stylem zmiennym kobiet
200 m stylem zmiennym kobiet – jedna z konkurencji pływackich, które odbyły się podczas XXVIII Igrzysk Olimpijskich. Eliminacje i półfinał miały miejsce 16 sierpnia, a finał 17 sierpnia. 
Tytuł mistrzyni olimpijskiej z 2000 obroniła Ukrainka Jana Kłoczkowa, uzyskując czas 2:11,14. Srebrną medalistką w tej konkurencji została Amanda Beard ze Stanów Zjednoczonych, która pobiła rekord obu Ameryk (2:11,70). Brąz wywalczyła reprezentantka Zimbabwe Kirsty Coventry, ustanawiając nowy rekord Afryki (2:12,72).

## Terminarz
Wszystkie godziny podane są w czasie greckim (UTC+03:00) oraz polskim (CEST).
| Data             | Godzina rozpoczęcia | Godzina rozpoczęcia |            |
| Data             | UTC+03:00           | CEST                |            |
| ---------------- | ------------------- | ------------------- | ---------- |
| 16 sierpnia 2004 | 10:46               | 09:46               | Eliminacje |
| 16 sierpnia 2004 | 20:53               | 19:53               | Półfinały  |
| 17 sierpnia 2004 | 20:43               | 19:43               | Finał      |

## Rekordy
Przed zawodami rekord świata i rekord olimpijski wyglądały następująco:
| Rekord            | Zawodniczka    | Czas    | Miejsce  | Data                 |
| ----------------- | -------------- | ------- | -------- | -------------------- |
| Rekord świata     | Wu Yanyan      | 2:09,72 | Szanghaj | 17 października 1997 |
| Rekord olimpijski | Jana Kłoczkowa | 2:10,68 | Sydney   | 19 września 2000     |

## Wyniki

### Eliminacje
| Miejsce | Wyścig | Tor | Zawodniczka              | Państwo           | Czas    | Uwagi |
| ------- | ------ | --- | ------------------------ | ----------------- | ------- | ----- |
| 1.      | 4      | 2   | Kirsty Coventry          | Zimbabwe          | 2:13,33 | Q     |
| 2.      | 4      | 4   | Jana Kłoczkowa           | Ukraina           | 2:13,40 | Q     |
| 3.      | 4      | 5   | Katie Hoff               | Stany Zjednoczone | 2:14,03 | Q     |
| 4.      | 3      | 4   | Amanda Beard             | Stany Zjednoczone | 2:14,49 | Q     |
| 5.      | 2      | 3   | Hanna Shcherba           | Białoruś          | 2:14,59 | Q     |
| 6.      | 2      | 6   | Beatrice Câșlaru         | Rumunia           | 2:14,70 | Q     |
| 7.      | 3      | 6   | Ágnes Kovács             | Węgry             | 2:15,17 | Q     |
| 8.      | 2      | 5   | Zhou Yafei               | Chiny             | 2:15,56 | Q     |
| 9.      | 3      | 5   | Alice Mills              | Australia         | 2:15,62 | Q     |
| 10.     | 2      | 4   | Teresa Rohmann           | Niemcy            | 2:16,06 | Q     |
| 11.     | 4      | 6   | Lara Carroll             | Australia         | 2:16,17 | Q     |
| 12.     | 3      | 1   | Joanna Melo              | Brazylia          | 2:16,21 | Q     |
| 13.     | 3      | 2   | Oxana Verevka            | Rosja             | 2:16,63 | Q     |
| 14.     | 4      | 7   | Georgina Bardach         | Argentyna         | 2:16,68 | Q     |
| 15.     | 4      | 3   | Elizabeth Warden         | Kanada            | 2:17,12 | Q     |
| 16.     | 4      | 8   | Helen Norfolk            | Nowa Zelandia     | 2:17,27 | Q     |
| 17.     | 2      | 7   | Misa Amano               | Japonia           | 2:17,88 |       |
| 18.     | 2      | 2   | Alenka Kejžar            | Słowenia          | 2:18,60 |       |
| 19.     | 4      | 1   | Joscelin Yeo             | Singapur          | 2:18,61 |       |
| 20.     | 2      | 8   | Lin Man-hsu              | Chińskie Tajpej   | 2:18,86 |       |
| 21.     | 2      | 1   | Alessia Filippi          | Włochy            | 2:19,21 |       |
| 22.     | 3      | 8   | Siow Yi Ting             | Malezja           | 2:19,52 |       |
| 23.     | 3      | 7   | Athina Tzavella          | Grecja            | 2:20,30 |       |
| 24.     | 1      | 2   | Vered Borochovski        | Izrael            | 2:20,62 |       |
| 25.     | 1      | 4   | Petra Banović            | Chorwacja         | 2:20,83 |       |
| 26.     | 1      | 5   | Park Na-ri               | Korea Południowa  | 2:21,48 |       |
| 27.     | 1      | 6   | Lára Hrund Bjargardóttir | Islandia          | 2:22,00 |       |
| 28.     | 1      | 7   | Marina Mulyayeva         | Kazachstan        | 2:24,25 |       |
| 29.     | 3      | 3   | Qi Hui                   | Chiny             | 2:26,02 |       |
| 30.     | 1      | 3   | Louise Mai Jansen        | Dania             | 2:27,08 |       |

### Półfinały

#### Półfinał 1
| Miejsce | Tor | Zawodniczka      | Państwo           | Czas    | Uwagi |
| ------- | --- | ---------------- | ----------------- | ------- | ----- |
| 1.      | 4   | Jana Kłoczkowa   | Ukraina           | 2:13,30 | Q     |
| 2.      | 5   | Amanda Beard     | Stany Zjednoczone | 2:13,51 | Q     |
| 3.      | 3   | Beatrice Câșlaru | Rumunia           | 2:14,25 | Q     |
| 4.      | 2   | Teresa Rohmann   | Niemcy            | 2:14,47 | Q     |
| 5.      | 7   | Joanna Melo      | Brazylia          | 2:15,43 |       |
| 6.      | 1   | Georgina Bardach | Argentyna         | 2:15,73 |       |
| 7.      | 6   | Zhou Yafei       | Chiny             | 2:15,93 |       |
| 8.      | 8   | Helen Norfolk    | Nowa Zelandia     | 2:17,41 |       |

#### Półfinał 2
| Miejsce | Tor | Zawodniczka      | Państwo           | Czas    | Uwagi |
| ------- | --- | ---------------- | ----------------- | ------- | ----- |
| 1.      | 5   | Katie Hoff       | Stany Zjednoczone | 2:13,60 | Q     |
| 2.      | 4   | Kirsty Coventry  | Zimbabwe          | 2:13,68 | Q     |
| 3.      | 7   | Lara Carroll     | Australia         | 2:13,80 | Q     |
| 4.      | 6   | Ágnes Kovács     | Węgry             | 2:14,68 | Q     |
| 5.      | 3   | Hanna Shcherba   | Białoruś          | 2:14,92 |       |
| 6.      | 2   | Alice Mills      | Australia         | 2:14,95 |       |
| 7.      | 1   | Oxana Verevka    | Rosja             | 2:15,93 |       |
| 8.      | 8   | Elizabeth Warden | Kanada            | 2:17,32 |       |

### Finał
| Miejsce | Tor | Zawodniczka      | Państwo           | Czas    | Uwagi |
| ------- | --- | ---------------- | ----------------- | ------- | ----- |
| 1. !    | 4   | Jana Kłoczkowa   | Ukraina           | 2:11,14 |       |
| 2. !    | 5   | Amanda Beard     | Stany Zjednoczone | 2:11,70 | AM    |
| 3. !    | 6   | Kirsty Coventry  | Zimbabwe          | 2:12,72 | AF    |
| 4.      | 8   | Ágnes Kovács     | Węgry             | 2:13,58 |       |
| 5.      | 1   | Teresa Rohmann   | Niemcy            | 2:13,74 |       |
| 6.      | 2   | Lara Carroll     | Australia         | 2:13,74 |       |
| 7.      | 3   | Katie Hoff       | Stany Zjednoczone | 2:13,97 |       |
| 8.      | 7   | Beatrice Câșlaru | Rumunia           | 2:15,40 |       |